# Malacomeles psilantha
Malacomeles psilantha är en rosväxtart som först beskrevs av Camillo Karl Schneider, och fick sitt nu gällande namn av Billie Lee Turner. Malacomeles psilantha ingår i släktet Malacomeles och familjen rosväxter. Inga underarter finns listade i Catalogue of Life.